# Nemani Roqara
Nemani Roqara (9 giugno 1993) è un calciatore e giocatore di calcio a 5 vanuatuano, centrocampista dell'Erakor Golden Star.

## Carriera

### Club
Ha giocato nel campionato vanuatuano e salomonese.

### Nazionale
Ha esordito in Nazionale nel 2016, partecipando alla Coppa d'Oceania dello stesso anno.